# Vorde Kirke
Vorde Kirke ligger i Vorde Sogn i det tidligere Nørlyng Herred, Viborg Amt, nu Viborg Kommune. kor og skib er opført i romansk tid af fint tilhugne granitkvadre over hulkantsokkel. Midt på skibets nordmur har man fundet rester af en dør, hvilket kunne tyde på, at kirken har været i brug inden skibet blev endeligt færdigbygget. Begge de normale døre er bevaret, den tilmurede norddør står som indvendig niche, syddøren er stadig i brug. To oprindelige vinduer ses i tilmuret tilstand. Tårn er opført i sengotisk, våbenhus i senere tid. Våbenhusets gavltrekant har en korsblænding med korsede arme. Kirken blev istandsat i 1938.
Mellem skibet og våbenhuset sidder en dørfløj fra 1623. Kor og skib har bjælkelofter. Korbuen står med profilerede, omløbende kragbånd, som på de lodrette flader har lindorme i relief. Altertavlen er fra begyndelsen af 1600-tallet og er købt fra Gråbrødre Kirke i Viborg i 1813. Prædikestolen er fra begyndelsen af 1600-tallet. På skibets nordvæg hænger et epitafium over Anders Christensen fra Lundsgård (død 1661) og hustru med portrætmaleri.
Den romanske døbefont har liljeornamenter på kummen og svarer til fonten i Fiskbæk Kirke.

## Eksterne kilder og henvisninger
- Wikimedia Commons har flere filer relateret til Vorde Kirke
- Kirkens beskrivelse i Trap – Kongeriget Danmark, 3. Udgave 4. Bind, s. 695 hos Projekt Runeberg
- Vorde Kirke Arkiveret 31. januar 2011 hos  Wayback Machine hos nordenskirker.dk
- Vorde Kirke hos KortTilKirken.dk